# Othismos
En Grèce antique, l'othismos, du grec ancien ὠθισμὸς, est un terme présent dans la littérature et servant à décrire le moment décisif du combat entre deux phalanges d'hoplites, la mêlée au contact entre les deux pelotons. Son interprétation a été sujette à d'importants débats au sein des historiens de l'Antiquité. Pour certains, le terme désignerait un mode caractéristique de poussée des phalanges grecques lors de la rencontre de deux armées, boucliers contre boucliers. Pour d'autres, cette réalité est hautement improbable, impraticable et ne reposant pas vraiment sur une description telle-quelle dans les sources. Pour ces derniers, le terme désignerait plus généralement l'état de mêlée entre deux armées, quand les hommes du premier rang tentent de faire plier la ligne adverse en alternant coups de boucliers et de lance en vue de les faire reculer. Les historiens actuels s'accordent à dire que les phalanges grecques ne pratiquaient que ponctuellement la poussée dans la profondeur, boucliers contre boucliers.

## Définition et étymologie

### Origine du terme
Étymologiquement, ὁ ὠθ-ισμός désigne la poussée, du verbe ὠθέω, "pousser". Hérodote en parle comme d'un moment décisif du combat, un tumulte de combattants affrontés dans une mêlée (« Περσέων τε καὶ Λακεδαιμονίων ὠθισμός ἐγένετο πολλός », Hérodote VII.225). Le terme est parfois employé métaphoriquement avec l'adjonction de λόγων pour désigner une altercation verbale.
Les historiens grecs de l'Antiquité puisent notamment ce terme dans la littérature homérique : dans cette dernière, le verbe otheo et ses composés apparaissent bien plus fréquemment que le substantif d'othismos, et désigne le fait d'être poussé vers l'arrière, forcé à reculer. 

### Termes liés
Outre le terme d'othismos, le mode de combattre des phalanges grecques est l'objet de plusieurs termes : pour décrire l'écartement entre les phalangites, on trouve ainsi les termes de pyknosis (espacement d'un mètre, ou de 3 pieds, désignant la formation d'attaque), de synaspismos (espacement de 50cm, ou 1,5 pieds désignant la formation en boucliers accolés), ainsi qu'une formation plus large, dans laquelle les hommes sont espacés de 2m ou de 6 pieds, décrite comme la formation standard de manœuvre.

## Signification pratique

### Interprétation traditionnelle
L'interprétation traditionnelle du terme, aussi appelée lecture littéraliste ou interprétation orthodoxe, notamment défendue par V. D. Hanson, tend à suggérer que la bataille hoplitique est d'abord un combat de poussée mené par une formation très serrée : après la charge en ordre serré de la phalange, les deux blocs de combattants s'entrechoquent et, si l'un des deux ne flanche pas, entament une puissante poussée au bouclier, soutenue par les rangs en profondeur, qui apportent leur masse et leur force pour empêcher leur bloc de flancher. L'othismos désigne dans ce contexte le moment de poussée massive engagée par toute la phalange, tous les rangs transmettant leur force vers le premier. Deux exemples principaux sont mentionnés par les historiens pour illustrer cette pratique : d'une part, la description que fait Xénophon de la bataille de Coronée, en 394 av. J.-C., entre les armées spartiates et thébaines, au cours de laquelle les deux phalanges se retrouvent boucliers contre boucliers ; d'autre part, la description que Thucydide fait, au livre IV de la Guerre du Péloponnèse, de la bataille de Délion en 424 av. J.-C.

### Interprétations modernes
Pour d'autres, notamment G. L. Cawkwell, ou P. Krentz, il faut envisager le terme d'othismos d'abord comme métaphorique, et non littéral ; selon eux, la bataille hoplitique est par définition ouverte, formée d'une somme de duels individuels, l'othismos n'intervenant que dans un troisième temps, après la phase de charge et de duels. Les rangs de la phalange serviraient, dans ce cas, à remplacer les hommes tombés au combat en cours de bataille. 
Pour Cawkwell, la description traditionnelle de l'othismos entre en contradiction avec la littérature : si l'on devait imaginer un affrontement de poussées au bouclier, il faudrait alors renoncer à l'idée que le premier rang de phalangites puisse frapper le premier rang adverse. Or, la littérature historique grecque atteste à de nombreuses occasions de ces échanges de coups de lance lors du choc. Le terme d'othismos dans la littérature homérique, servait en outre à désigner non seulement les conséquences des affrontements singuliers, mais aussi des affrontements navals. Aussi, toujours selon Cawkwell, l'interprétation traditionnelle de l'othismos entre en contradiction directe avec l'existence de batailles durant plusieurs heures, voire toute une journée : il aurait été selon lui impossible pour des combattants non professionnels de tenir des engagements aussi longs selon ce mode de combattre.
Pour Andy Goldsworthy, les sources anciennes ne permettent en réalité pas de soutenir l'idée que l'othismos désigne une forme de combat de poussée au bouclier mené symétriquement par les phalanges. Ce mode de combattre rendrait impossible le maniement de la lance pour le premier rang, ainsi qu'il rentre fréquemment en contradiction avec les descriptions précises d'engagements armés de l'époque grecque classique. A l'inverse, il suggère que l'othismos désigne plus globalement la mêlée qui se joue au premier rang d'une bataille, entrecoupée de coups de boucliers, certes, mais qui ne reposait pas exclusivement sur celui-ci pour infliger des pertes à l'adversaire et dérouter sa ligne.

## Débats techniques et controverses en lien
L'interprétation faite du concept d'othismos n'est pas sans conséquences, en cascade, sur le reste de la grille de lecture appliquée aux récits de bataille de l'époque classique. En effet, l'émergence de cette seconde thèse, proposant une lecture métaphorique de l'othismos, fit couler beaucoup d'encre dans la communauté scientifique, puisqu'elle remettait en question l'idée que la phalange hoplitique grecque était exclusivement formée d'un bloc solidaire, fondé sur la chaîne de boucliers accolés et la protection mutuelle entre voisins de rang. 

### Fonction et forme de la phalange grecque
Si le terme d'othismos désigne parfois dans la littérature l'action de pousser ou de frapper au bouclier, il ne décrit pas nécessairement, ni littéralement, un mouvement de poussée collective dans la profondeur, comme mode de combattre principal de la phalange hoplitique. En outre, l'étude comparative des formes de combat suggère que la formation serrée de la phalange hoplitique était employée, surtout, en derniers recours, quand le vent de la bataille tournait en défaveur de l'un des camps, resserrant ainsi ses rangs pour limiter les ouvertures laissées aux armes adverses. L'idée donc que les batailles hoplitiques se décidaient par la force de l'othismos, entendu comme poussée de masse vers l'avant, perd de sa pertinence.

### La profondeur de la phalange
Les partisans d'une lecture littérale du concept d'othismos avancent que la profondeur de la phalange hoplitique, d'au moins 8 rangs, plaide pour leur vision du terme. Les partisans de l'interprétation modernes, eux, arguent plutôt que cette profondeur vise, en pratique, à limiter l'étalement de la ligne et donc les irrégularités qui se forment dans celle-ci au cours des manœuvres, en raison des variations du terrain et de la vitesse de marche des hommes : plus une phalange est profonde, et donc moins elle est large, plus elle se déplacerait avec cohérence et unité, limitant ainsi les possibilités d'arriver au contact en laissant des ouvertures dangereuses dans le rang. 
A l'appui de cet argument, Andy Goldsworthy évoque le mode de déplacement des armées de ligne de la fin de l'époque moderne, se déplaçant plutôt en profondes colonnes lors des manœuvres, avant de se mettre en ligne. On retrouve d'ailleurs ce mode de mise en place dans le récit que Xénophon fait de la retraite de l'expédition des Dix-Mille. Selon Goldsworthy, seuls les hoplites spartiates, bien plus entraînés et professionnalisés que leurs homologues des autres cités grecques, auraient eu l'entrainement et la formation nécessaire pour se déplacer presque constamment en ligne vers le point du combat. Au sein des autres cités grecques, le mode d'organisation des rangs aurait été bien plus improvisé, lié aux voisinages et amitiés dans la vie civile et publique. La mise en place de la phalange, au moment décisif, serait alors largement improvisée, guidée par les chants et la musique, à l'exception des magistrats chargés du commandement qui occupaient les places nécessaires à l'exercice de leurs fonctions. Ce rassemblement aurait aussi pour origine le sentiment de sécurité procuré par la présence d'alliés à ses côtés.

### Le glissement à droite de la phalange: conséquence de la poussée?
Au-delà des facteurs physiques rendant la phalange serrée - et donc l'othismos "littéral" - relativement peu praticable, les facteurs psychologiques avaient eux aussi un impact notable sur les formations de combattants des cités grecques. Le plus célèbre de ces effets est notamment décrit par Thucydide : le combat hoplitique impliquant tout de même, in fine, la solidarité des troupes entre elles, un bouclier défendant le flanc du porteur et de son voisin de gauche, les positions les plus à droites étaient les plus sûres, et celles qui permettaient le mieux d'éviter les blessures. 
« Les armées, quelles qu'elles soient, font ceci : elles tendent à dévier, au cours de leur marche, vers leur propre aile droite; si bien que chaque adversaire déborde avec sa droite la gauche de l'ennemi ; en effet, par peur d'être blessé, chaque homme serre le plus possible son côté droit contre le bouclier de son voisin de droite et pense que plus il est joint de façon étroite à ce dernier, plus il est à couvert ; la responsabilité initiale de ce phénomène incombe toujours au premier homme de l'aile droite, qui souhaite se dérober à l'adversaire et éloigner de lui l'ouverture dans sa propre protection ; les autres le suivent ainsi , en vertu de la même peur. »
Cette dérive à droite pouvant causer d'importantes ouvertures dans le dispositif de la phalange, était une source d'anxiété et de stress pour les combattants, qui pour l'éviter, selon V. D. Hanson, avaient tendance à déclencher, dans les derniers mètres les séparant de l'ennemi, des courtes charges afin d'entrer vite au contact afin de couper au plus court et d'éviter que ne se forment d'importants interstices entre les hommes. La mécanique de ce glissement est, selon Goldsworthy, un autre argument contre la lecture littéraliste de l'othismos. 

## Devenir du mode de combattre des hoplites et transformation de la mêlée
La phalange hoplitique, que l'on voit se développer en Grèce ancienne dès le VIIe siècle avant notre ère, est intimement liée à la notion de cité, puisqu'elle fait se battre côte à côte des citoyens du même rang, qu'il s'agisse d'une phalange « aristocratique » dans les cités oligarchiques comme Sparte, ou plus ouverte à Athènes, l'idée d'égalité et de solidarité au combat est particulièrement forte. La forme et le déroulement de la mêlée étaient par conséquent critiques, décisifs, puisque le sort d'une bataille pouvait s'y jouer, parfois très vite. C'est probablement pour cette raison que les innovations tactiques se succédèrent afin de créer de bonnes conditions d'asymétrie entre les phalanges. 
La disposition en phalange à lance courte perd ainsi radicalement de son efficacité au IVe siècle avant notre ère, pour deux raisons : d'une part les guerres d'Épaminondas, général thébain qui mit fin à l'hégémonie spartiate et qui décida, pour l'ordre de bataille de sa cité, de renverser la disposition de la phalange en plaçant son aile forte sur la gauche et en doublant la profondeur du rang, afin de faire se confronter au cours de la bataille son aile forte contre l'aile forte adverse avec deux fois plus d'hommes et ainsi de pouvoir contourner et briser la ligne lacédémonienne. Il employa cette tactique à la bataille de Leuctres et à la bataille de Mantinée. D'autre part, l'autre raison de l'abandon progressif de la phalange hoplitique est l'invention de la phalange macédonienne sous Philippe II de Macédoine, père d'Alexandre le Grand, qui en allongeant considérablement la portée des lances des combattants, permet aisément de tenir à l'écart une phalange traditionnelle d'hoplites tout en lui infligeant des pertes sévères et en l'acculant progressivement.

## Sources
- Robert D. Luginbill, Othismos : The Importance of the Mass-Shove in Hoplite Warfare, Phoenix, vol. 48, no 1 (printemps 1994), p. 51-61
- Victor D. Hanson, Le modèle occidental de la guerre, Paris, Les Belles Lettres, 1990
- Jean-Pierre Vernant, Problèmes de la guerre en Grèce ancienne, Paris, Éditions du Seuil, 1999
- Pierre Vidal-Naquet, Le Chasseur noir : formes de pensée et formes de société en Grèce ancienne, Paris, La Découverte, 2004
- Pierre Ducrey, Guerre et guerriers en Grèce antique, Paris, Hachette Littérature, 2009